# 小行星3522
小行星3522（3522 Becker）是一颗绕太阳运转的小行星，为主小行星带小行星。该小行星于1941年9月21日发现。

## 轨道参数
小行星3522的轨道半长轴为3.1693530 UA，离心率为0.292。